# Rita Lee
Rita Lee Jones de Carvalho, más conocida como Rita Lee, (São Paulo, 31 de diciembre de 1947-São Paulo, 8 de mayo de 2023) fue una compositora y cantante brasileña de rock. Fue una figura muy popular de su país y en los últimos años dirigió su propio programa de televisión.

## Biografía
Rita Lee nació en la ciudad de São Paulo, de padre estadounidense y madre italiana. Fue educada en un colegio francés, por lo que habló con fluidez el portugués, el italiano, el inglés, y el francés.
“Hija de un masón que adoraba el esoterismo y los ovnis y de una pianista ‘mucho más católica que el Papa’, la adolescente Rita hizo estallar una bomba en el corazón burgués de su hogar paulista cuando incendió el teatro de su escuela. Como efecto de esa explosión llegaría el enlace de las Teenage Sisters, su primer grupo”, escribió el periodista Leonardo Tarifeño en "La Nación" en 2008, con motivo del lanzamiento de tres DVD a modo de repaso biográfico. Rita nació y murió en San Pablo: vino al mundo el 31 de diciembre de 1947 como Rita Lee Jones y partió en la noche del 8 de mayo de 2023. Como toda brasileña, su pasión por el fútbol atravesó su vida y como buena paulista amó los colores de su querido Corinthians, al que le escribió la canción que se convertiría en himno futbolero: “Amor branco e preto”, en 1972.
Actriz, cantante, multiinstrumentista y feminista, bregó por los derechos de la mujer desde el inicio mismo de su carrera. En medio de esa poderosa marea que fue el tropicalismo, ella se destacó con un componente foráneo: el rock. Al frente de Os Mutantes creó un universo paralelo, psicodélico, que no tuvo un reconocimiento instantáneo pero que, varias décadas más tarde, llegó a los oídos de melómanos, músicos del rock sajón como Kurt Cobain, Beck y Stephen Malkmus y coleccionistas, quienes rescataron los inicios de la banda de la montaña de sonidos que en los 90 se denominó world music para darle una escucha profunda. “Rita Lee ofreció a generaciones de chicas en Brasil la educación sexual más privilegiada a través de sus canciones, las que podrían considerarse sexo-pedagógicas. Oyeron hablar de sexo a través de canciones bellas, de una manera alegre, de una manera jocosa a veces, de una manera honesta, de una manera en la que Eros estaba más presente que Tanatos”, expresó en una ocasión el tropicalista Tom Zé.

### Os Mutantes
Tras su educación en un colegio francés de San Pablo, Rita formó Os Mutantes en 1966 con los hermanos Arnaldo Baptista y Sergio Dias. Con ellos registró los álbumes Os Mutantes, Mutantes, A Divina Comédia / Ando Meio Desligado, Jardim Elétrico, Mutantes E Seus Cometas No País Dos Bauretz y Technicolor. En 1972, Rita dejó la banda para iniciar su periplo solista. La decisión la tomó un año después de casarse con Arnaldo Baptista, de quien se separaría en 1977. Casi veinte años más tarde, en 1996, contraería matrimonio con Roberto de Carvalho, coautor de buena parte de sus clásicos. Con él tuvo a sus hijos Beto, João y Antônio.

### Inicio en solitario
Rita decidió dejar al grupo en 1972 e iniciar su trayecto solista, que resultaría desordenado, desparejo y en muchas ocasiones a contramano de lo que se esperaba de ella. Supo ser popular sin renunciar a sus principios, sin incorporar a su música propuestas que no estaba segura de defender. “Parecían tres ángeles. Sabían todo sobre el rock renovado por los ingleses en los años 60; tenían el estilo de la vanguardia pop de la época”, escribió Caetano Veloso en sus memorias, en relación con el impacto de la primera formación de Os Mutantes, con Rita, Sergio Dias y Arnaldo Baptista.
“Rita no es una ingeniera de la armonía, como João Gilberto; ni una intelectual del verso concreto; a la manera de Caetano; ni mucho menos una musa de la voz y la melancolía; en la línea de Elis Regina. Se trata de una figura audaz y singularísima, una irrupción sin par en el rico y complejo mapa de la música popular brasileña de los últimos cuarenta años”, se escribió en estas páginas en 2008.[¿dónde?]
En sus inicios, la cantante encontró en la "Bruja Cósmica" Janis Joplin el modelo a copiar, pero el flower power que venía de San Francisco, California, tenía formas más restrictivas en América del Sur. “No era fácil ser como Janis dentro del rock brasileño. Ante esa situación, si me mostraba tímida, no hubiese durado mucho. Mi comportamiento en el escenario fue la única manera de vencer las barreras”, comentó en una entrevista con Página/12.
La polifacética artista paulista se consideraba a sí misma una sobreviviente. Sobrevivió al consumo de diversas drogas y cada vez que se le preguntó por la composición de muchas de sus canciones tuvo respuestas tan eficaces como rotundas: “Mis mejores temas fueron compuestos en estado alterado. Y los peores también”.
A Argentina acudió en diversas oportunidades. Ahí conoció y cultivó una amistad con Charly García y también con Fito Páez. Pero el país tuvo una relación no tan aceitada como la que cultivó el público local con célebres tropicalistas como Caetano Veloso, Gilberto Gil y Gal Costa.
En tiempos donde llegó a grabar cinco discos en un año, la cantante lanzó sus primeros dos trabajos en solitario en paralelo a Os Mutantes: Build Up (1970) y Hoje É O Primeiro Dia Do Resto Da Sua Vida (1972).
Fuera de su notable carrera musical,tuvo un radioprograma humorístico llamado "Radioamador" durante nueve meses en 1986. Escribió cuatro libros destinado al público infantil, con temática ecologista y para ellos también en 1989 grabó como narradora y junto a una orquesta filarmónica el famoso cuento infantil Pedro y el lobo, de Prokófiev. Fue columnista de diversas revistas y ha aparecido en películas del cine y la televisión brasileña, entre 2002 y 2004. Condujo -junto a otras tres destacadas figuras femeninas- el programa "Saia Justa", líder de audiencia, en la cadena GNT.
En 2007 obtuvo el título de carioca, pues es declarada ciudadana ilustre de la ciudad de Río de Janeiro, todo un mérito y gran orgullo para ella como paulista.
Para diciembre de 2008, apareció en un dueto con el astro brasileño Roberto Carlos en su tradicional especial de fin de año, cantando un popurrí de éxitos de ambos. La acompañaron Beto Lee (su hijo) y Roberto Carvalho (marido); esta participación fue televisada por Rede Globo en Brasil.
En octubre de 2008, la revista Rolling Stone promovió la Lista de los 100 Mejores Artistas de la Música Brasileña, donde ocupó el puesto 15. 
En 2022 recibió el Premio a la Excelencia Musical de la Academia Latina de la Grabación. En mayo de ese mismo año, le diagnosticaron un tumor primario en el pulmón izquierdo.

### Muerte
Falleció el 8 de mayo de 2023 a causa del cáncer de pulmón a los 75 años de edad. El presidente de Brasil, Luiz Inacio Lula da Silva, declaró tres días de luto oficial por la muerte de Lee.
Entre sus canciones más populares se encuentran: "Baila comigo", "Lança perfume" (conocida en España a través de una versión de Rita Irasema, en 1981), "Mania de você", "Nem luxo, nem lixo", "Ovelha negra", "Erva Venenosa", "Banho de espuma", "Caso sério" y "Jardins da Babilônia", así como los temas grabados mientras fue la cantante de la banda Os Mutantes.

## Discografía
- Build Up (1970)
- Hoje é o Primero Dia do Resto de sua Vida (1972)
- Atrás do Porto tem uma Cidade (1974, con Tutti Frutti)
- Fruto proibido (1975, con Tutti Frutti)
- Entradas e Bandeiras (1976, con Tutti Frutti)
- Refestança (1977, con Gilberto Gil)
- Babilônia (1978, con Tutti Frutti)
- Rita Lee (1979)
- Rita Lee (1980)
- Saúde (1981)
- Flagra (1982)
- Baila conmigo (en español) (1982, con Roberto de Carvalho)
- Bom Bom (1983, con Roberto de Carvalho)
- Rita e Roberto (1985, con Roberto de Carvalho)
- Flerte fatal (1987, con Roberto de Carvalho)
- Zona Zen (1988)
- Rita Lee e Roberto de Carvalho (1990)
- Bossa 'n' Roll (1991) con la participación de Gal Costa y Cazuza
- Rita Lee (1993)
- A Marca da Zorra (1995)
- Santa Rita de Sampa (1997)
- Acústico MTV (MTV Unplugged) (1998) con la participación de Milton Nascimento, Cássia Eller
- 3001 (2000)
- Rita releeda (2000) versiones remixadas de sus clásicos
- Aquí, ali, em qualquer Lugar (2001) - Bossa 'n' Beatles - portugués e inglés
- Balacobaco  (2003)
- MTV ao Vivo (MTV Live) (2004) con la participación de Zélia Duncan
- Multishow ao Vivo (2009)
- Reza (2012)